# Josephine Langford
Josephine Langford   (Perth, 18 d'agost de 1997) és una actriu australiana, coneguda pel seu paper de Tessa Young a la sèrie de pel·lícules After. Ha interpretat Emma Cunningham a la pel·lícula de Netflix Moxie i Katy Gibson a Gigi & Nate.

## Filmografia

### Pel·lícules
| Any          | Títol                       | Paper           | Notes         |
| ------------ | --------------------------- | --------------- | ------------- |
| 2017         | Wish Upon                   | Darcie Chapman  |               |
| 2019         | After. Aquí comença tot     | Tessa Young     |               |
| 2020         | After We Collided           | Tessa Young     |               |
| 2021         | Moxie                       | Emma Cunningham |               |
| 2021         | After We Fell               | Tessa Young     |               |
| 2021         | The Great Gatsby Live Read! | Jordan Baker    |               |
| 2022         | After Ever Happy            | Tessa Young     | Postproducció |
| 2022         | Gigi & Nate                 | Katy Gibson     | Postproducció |
| Per anunciar | The Other Zoey              | Zoey Miller     | En rodatge    |

### Televisió
| Any  | Títol         | Paper          | Notes                                                                       |
| ---- | ------------- | -------------- | --------------------------------------------------------------------------- |
| 2017 | Wolf Creek    | Emma Webber    | Episodis: "Journey", "Outback"                                              |
| 2019 | Into the Dark | Clair Singer   | Episodi: "They Come Knocking"                                               |
| 2020 | Day by Day    | Lucy           | Veu en anglès; episodi: "At the Peak of It All"                             |
| 2020 | Day by Day    | Belle Williams | Veu en anglès; episodis: "Class of 2020: Prom", "Class of 2020: Graduation" |

## Premis i nominacions
| Any  | Guardó             | Categoria                      | Pel·lícula              | Resultat  |
| ---- | ------------------ | ------------------------------ | ----------------------- | --------- |
| 2019 | Premis Teen Choice | Actriu de pel·lícula dramàtica | After. Aquí comença tot | Guanyador |
| 2021 | Premis Just Jared  | Actriu jove preferida de 2021  | After. Aquí comença tot | Guanyador |